# Roche-en-Régnier
 Roche-en-Régnier  es una población y comuna francesa, situada en la región de Auvernia, departamento de Alto Loira, en el distrito de Le Puy-en-Velay y cantón de Vorey.

## Demografía
| 670 | 542 | 447 | 409 | 409 | 387 |
| Para los censos de 1962 a 1999 la población legal corresponde a la población sin duplicidades (Fuente: INSEE [Consultar]) |     |     |     |     |     |